# 카리칼라
카리칼라(타밀어: கரிகால்)는 120년부터 210년까지 촐라 왕국을 다스린 왕이다. 어린 시절부터 왕위에 올라 촐라 왕국 주위의 부족들을 정복하였으며, 서기 130년경 베니 전투에서 체라·판디아 연합군을 격파하여 큰 승리를 거두었다. 또한 촐라 왕국의 수도를 카베리파타남으로 천도한 후 아누라다푸라 왕국에서 잡아온 포로 1만 2천여명을 동원하여 코베리 강에 160km에 이르는 거대한 제방을 쌓아 관개농사를 짓도록 하는 등 내정에도 힘을 쏟았고 결과적으로 초기 촐라 왕국의 전성기를 이끌었다.